# Krönig

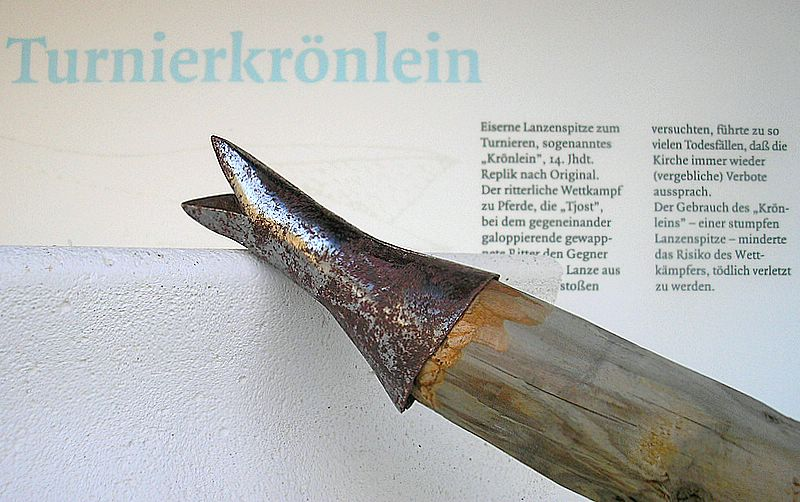
Turnierkrönlein (Nachbildung) auf Burg Lichtenstein in Pfarrweisach im Landkreis Haßberge in Bayern

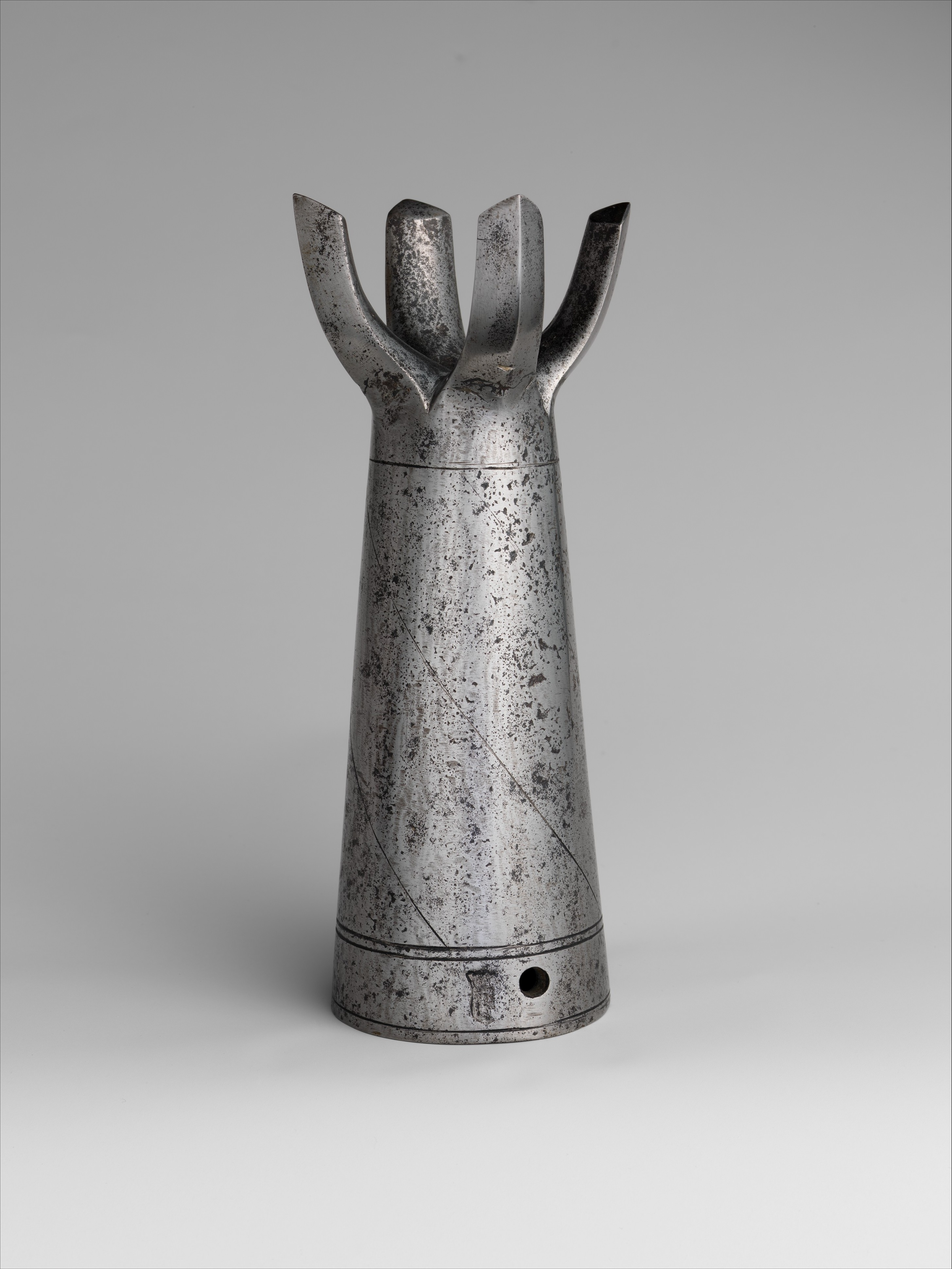
Deutscher Krönig, ca. spätes 15. oder frühes 16. Jahrhundert (Metropolitan Museum of Art)

Als Krönig, Krönlein oder Turnierkrönlein bezeichnet man ein 10 bis 15 cm langes, kronenförmiges, metallenes Ende von Turnierlanzen, welche Rennspieß genannt werden. Beim so genannten „Gestech“ oder Tjost, dem Zweikampf mit Lanzen zu Pferd, wurden meistens abgestumpfte Waffen benutzt, um Verletzungen zu verhindern. Beim „Scharfrennen“ wurden spitze und scharfe Lanzen benutzt, aber die Ritter trugen in diesem Fall Kampfrüstungen, oder Rüstungen, die speziell für das scharfe Gestech entwickelt wurden.